# Amastus colombiana
Amastus colombiana är en fjärilsart som beskrevs av Rothschild 1910. Amastus colombiana ingår i släktet Amastus och familjen björnspinnare. Inga underarter finns listade i Catalogue of Life.